# Kaspars Kambala
Kaspars Kambala, né le 13 décembre 1978, à Riga, en République socialiste soviétique de Lettonie, est un joueur letton de basket-ball et ancien boxeur. Il évolue aux postes d'ailier fort et de pivot. 

## Biographie
Kaspars Kambala est suspendu pour dopage à la cocaïne du 13 décembre 2006 au 12 décembre 2008 par la FIBA. Durant cette période d'inactivité, Kambala commence une carrière de boxeur. Il dispute quatre combats à Las Vegas, en en gagnant trois. Il reprend sa carrière de basketteur en 2009 en signant dans le club russe de l'Ienisseï Krasnoïarsk.
En septembre 2014, Kamabala rejoint le BK Barons, club de première division lettone.
En 2018, il interprète San Federigo de Vaporeto dans le film d'Anna Viduleja Homo novus adapté du roman éponyme d'Anšlavs Eglītis.